# Petrůvka (Městečko Trnávka)
Petrůvka je malá vesnice, část obce Městečko Trnávka v okrese Svitavy. Nachází se asi 2,5 km na východ od Městečka Trnávky. Prochází zde silnice II/644. V roce 2009 zde bylo evidováno 26 adres. V roce 2001 zde trvale žilo 47 obyvatel.
Petrůvka leží v katastrálním území Petrůvka u Městečka Trnávky o rozloze 3,46 km2. Východně od vsi se nachází soutok Třebůvky a Jevíčky.

## Historie
První písemná zmínka o obci pochází z roku 1365.

## Pamětihodnosti
- Pomník Jiřího Welzla z Unerázky za pazdernou
- Cyrilometodějský kříž

## Galerie

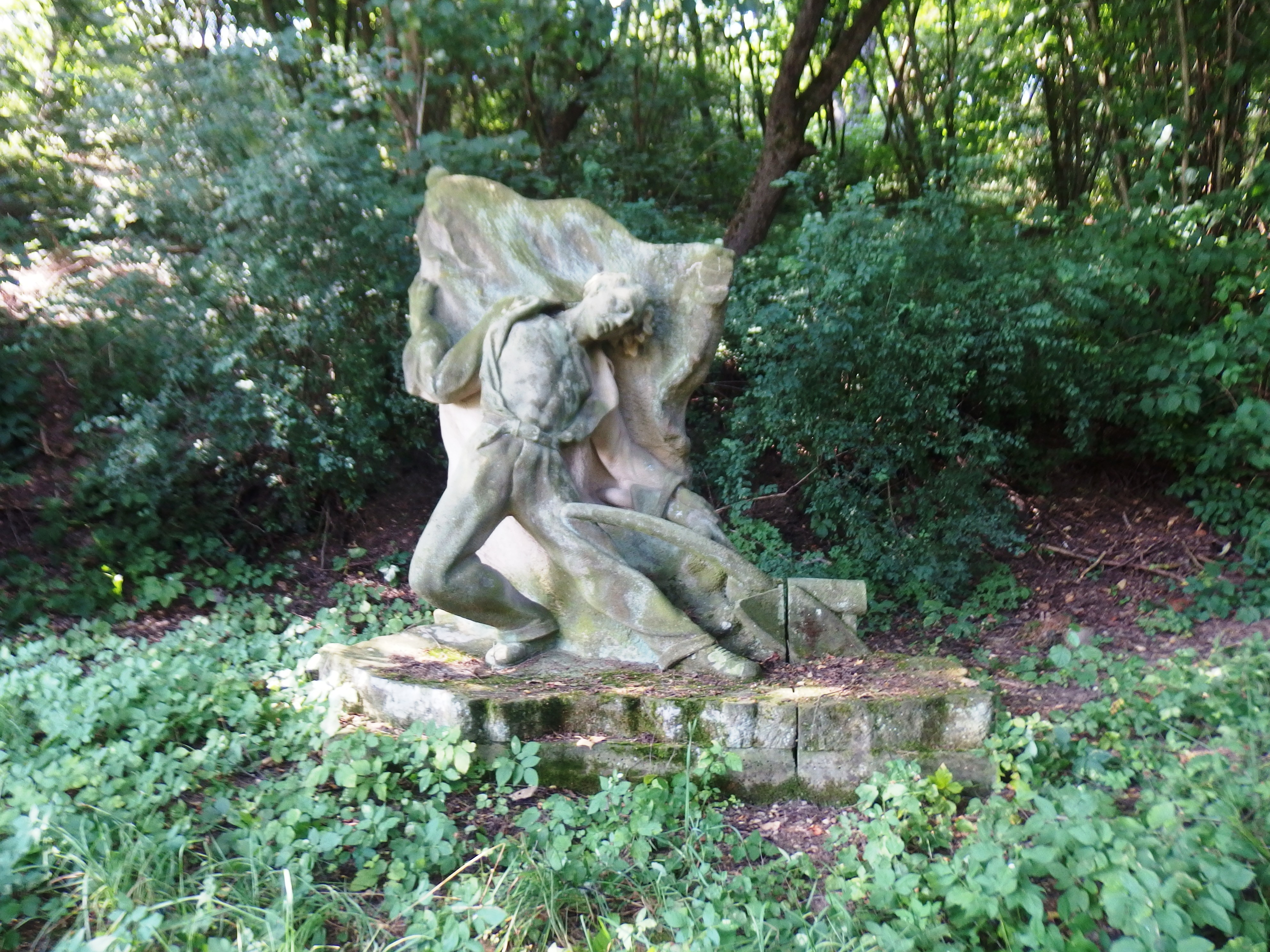
Pomník Jiřího Welzla z Unerázky
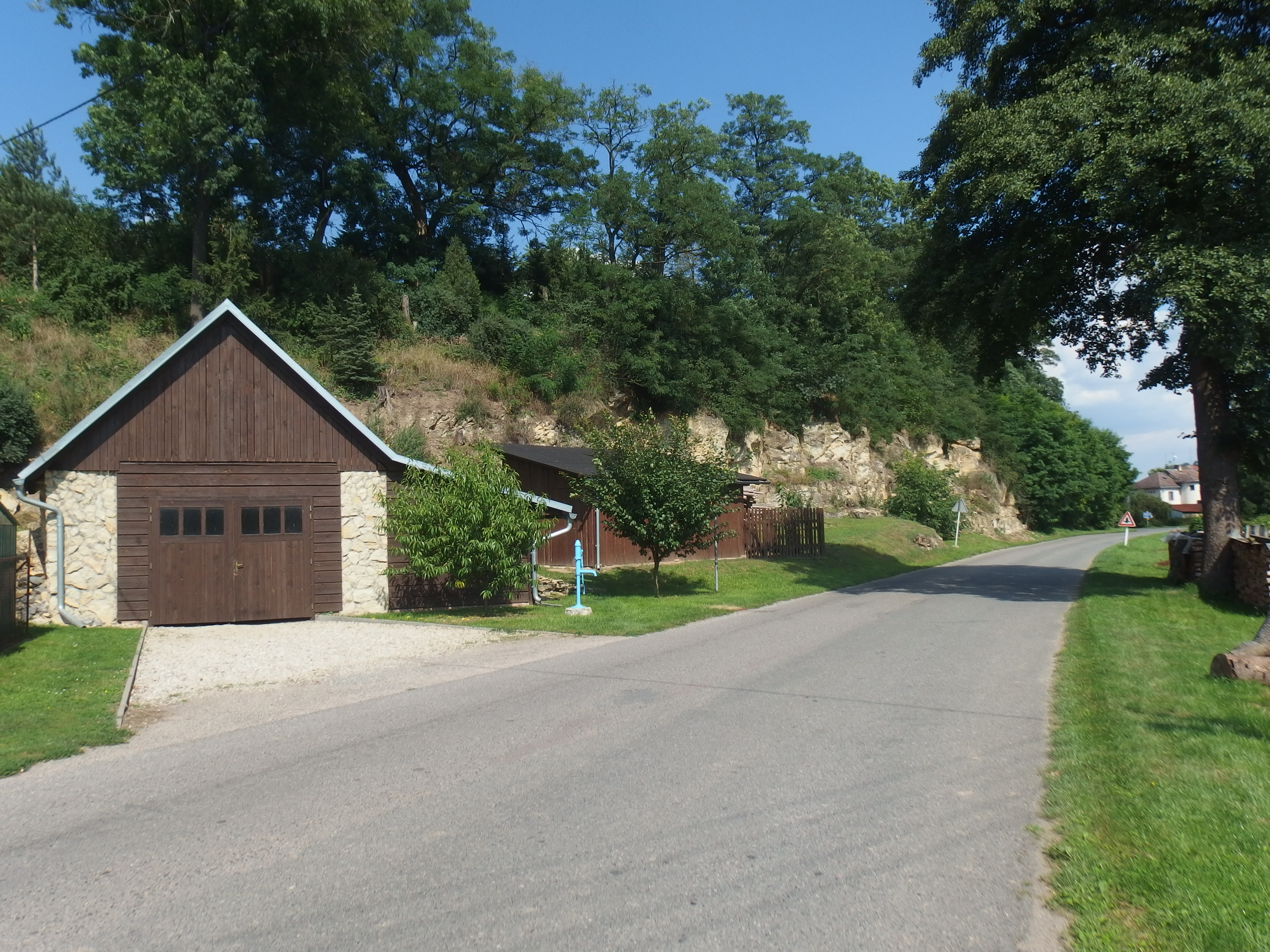
Skalní odkryv u hlavní silnice
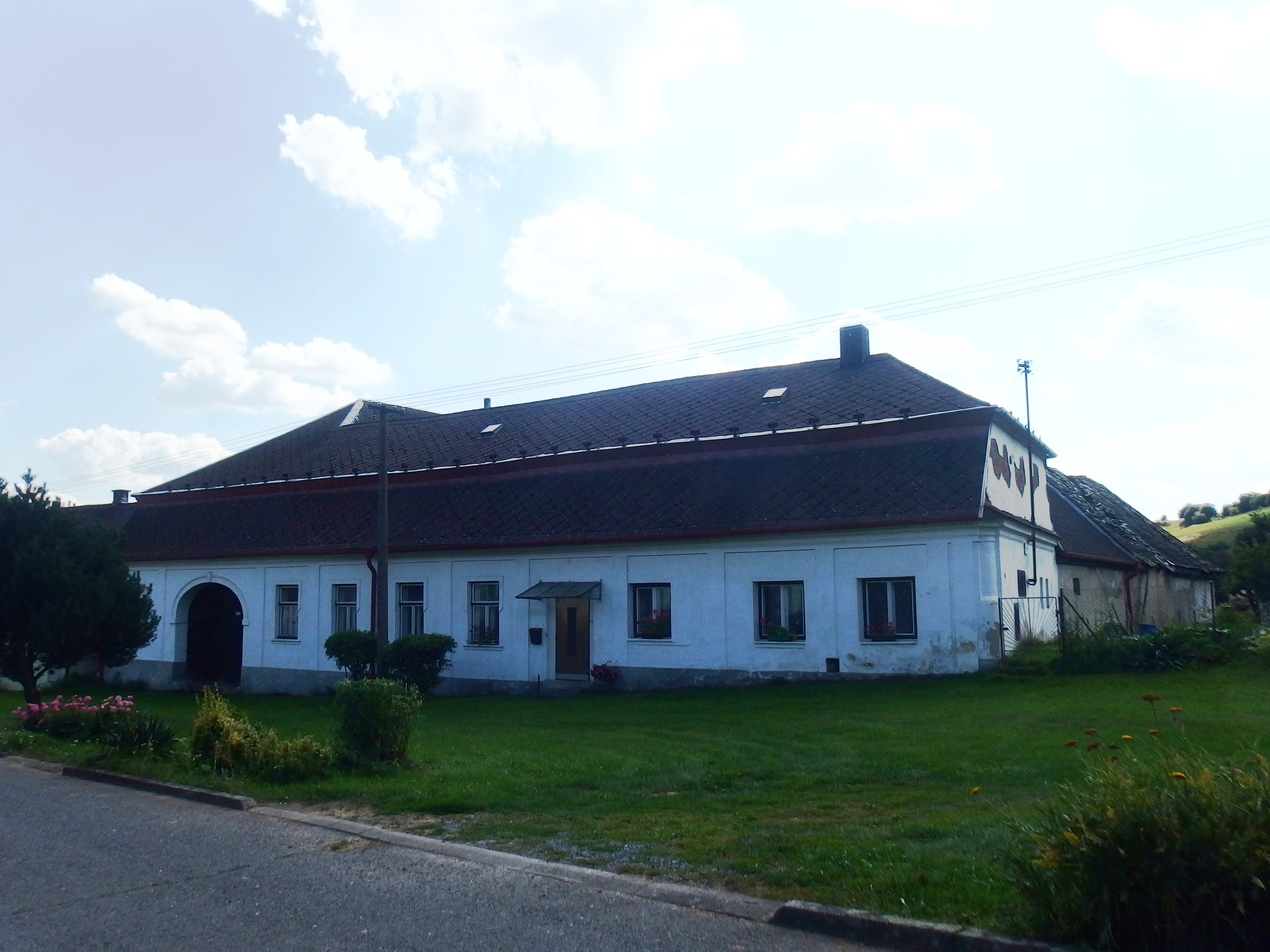
Dům č. p. 10